# La Almita
La Almita es un pueblo del municipio de Caborca ubicado en el noroeste del estado mexicano de Sonora, en la zona del desierto de Sonora.Según los datos del Censo de Población y Vivienda realizado en 2020 por el Instituto Nacional de Estadística y Geografía (INEGI), La Almita tiene un total de 577 habitantes.

## Geografía
La Almita se sitúa en las coordenadas geográficas 30°42′25″ de latitud norte y 112°26'00" de longitud oeste del meridiano de Greenwich, a una elevación de 176 metros sobre el nivel del mar.